# Сурогат (фільм, 1984)
Сурогат (англ. The Surrogate) — канадський трилер 1984 року.

## Сюжет
Сімейне подружжя Френк і Лі мають проблеми у статевих стосунках. Психотерапевт рекомендує найняти таємничу жінку, яка дасть їм нові фантазії для поновлення пристрасті. Незабаром вони опиняються втягнутими у павутиння насильства, божевілля і вбивства.

## У ролях
- Арт Хіндл — Френк Вайт
- Кароль Лор — Анук ван Дерлін
- Шеннон Твід — Лі Вайт
- Джим Бейлі — Ерік
- Майкл Айронсайд — Джордж Кібер
- Мерлін Лайтстоун — доктор Форман
- Джекі Барроуз — жінка
- Барбара Ло — Меггі Сімпсон
- Гері Райнеке — Джон Менйон
- Джонатан Велш — Бреннер
- Жан-Клод Пойтрас — модельєр
- Тоні Скотт — Джонс
- Дін Хагопіан — п'яний
- Марк Бернс — Ларрі
- Джим Хенлі — офіціант
- Власта Врана — Біллі
- Маріо Бучер — офіціант
- Клод Сандос — метрдотель'
- Едді Рой — механік
- Тоні Де Сантіс — офіціант бару
- Рон Ліа — продавець
- Філіп Спенслі — медичний експерт
- Деніел Налбач — крамар
- Деніел Ландау — криміналіст
- Майкл Маджи — поліцейський на мотоциклі
- Беррі Блейк — детектив
- Майкл Раддер — детектив
- Сем Стоун — детектив
- Жан Маршан — консьєрж